# جون بانستر جيبسون
جون بانستر جيبسون (بالإنجليزية: John Bannister Gibson)‏ هو محامي وقاضي أمريكي، ولد في 8 نوفمبر 1780 في مقاطعة بيري في الولايات المتحدة، وتوفي في 3 مايو 1853 في فيلادلفيا في الولايات المتحدة.